# Caffe
CAFFE（快速特征嵌入的卷积结构，Convolutional Architecture for Fast Feature Embedding）是一个深度学习框架，最初开发于加利福尼亞大學柏克萊分校。Caffe在BSD许可下开源，使用C++编写，带有Python接口。

## 历史
贾扬清在加州大学伯克利分校攻读博士期间创建了Caffe项目。项目现在托管于GitHub，拥有众多贡献者。

## 特色
Caffe支持多种类型的深度学习架构，面向图像分类和图像分割，还支持CNN、RCNN、LSTM和全连接神经网络设计。Caffe支持基于GPU和CPU的加速计算内核库，如NVIDIA cuDNN和Intel MKL。

## 应用
Caffe应用于学术研究项目、初创原型甚至视觉、语音和多媒体领域的大规模工业应用。雅虎将Caffe与Apache Spark集成在一起，创建了一个分布式深度学习框架CaffeOnSpark。
2017年4月，Facebook发布Caffe2，加入了循环神经网络等新功能。2018年3月底，Caffe2并入PyTorch。